# Rino Pachetti
Rino Pachetti (Livorno, 5 febbraio 1913 – Rosignano Marittimo, 19 gennaio 2000) è stato un partigiano, operaio e dirigente pubblico italiano combattente nella guerra di liberazione dal nazi-fascismo, medaglia d'oro al valor militare.

## Biografia
Ferroviere, meccanico fuochista svolge, il servizio militare in Africa Orientale nel Reggimento Ferrovieri del Genio. Nel 1939 aderisce al movimento anti-fascista clandestino e successivamente al Partito d'Azione. Durante la lotta di resistenza comanda i partigiani del Raggruppamento Divisioni "Alfredo Di Dio" e la formazione «San Salvatore» nelle zone di Erba-Lecco-Como con la quale partecipa a vari scontri compiendo 126 disarmi e rimanendo ferito 8 volte. Condannato a morte, evade durante la degenza in ospedale; ripreso dai tedeschi riesce ad evadere una seconda volta portando con sé un compagno ferito. Contribuisce alla costituzione e comanda dal giugno all'agosto '44 la divisione partigiana «Alto Milanese». Passa quindi a Galliate dove costituisce e comanda la divisione «Rebellotti». Nel gennaio '45 gli viene assegnato il comando del Primo Settore Operativo comprendente tra l'altro il territorio dell'Alto novarese e la zona del Lago d'Orta. Nel frattempo organizza anche un ufficio stampa e propaganda, cura la pubblicazione dei giornali «Val Toce» e «Fuorilegge».
Nel dopoguerra, dopo avere prestato servizio presso la questura di Milano e nella Polizia ferroviaria, diventa stretto collaboratore e responsabile della sicurezza di Enrico Mattei all'Eni. Dal 1970 al 1975 è stato consigliere comunale di Rosignano Marittimo per la DC.